# Sukshma sharira
 (août 2012).
Sukshma sharira ou encore sūkṣmaśarīra (IAST ; devanāgarī : सूक्ष्मशरीर) est un terme sanskrit et un concept de la philosophie hindoue défini dans la Taittirīya Upaniṣad il y a plus de 2500 ans.

## Description
Sūkṣmaśarīra correspond au niveau subtil, physiologique, psychologique et intellectuel de l'individualité humaine ou de la créature (jīva). Il se compose de trois enveloppes ou fourreaux (kośa) qui vont du moins subtil au plus subtil ou encore du plus épais au moins épais. Dans la philosophie de l'Advaita Vedānta, ces enveloppes sont autant de degrés d'asservissement ou d'ignorance (avidyā) qui éloignent par identification l'individu de sa nature réelle qui est pure conscience d'être et félicité (saccidānanda).

## Sūkṣmaśarīra et Sāṃkhya
Dans la Sāṃkhya Kārikā composée par Īśvarakṛṣṇa, sūkṣmaśarīra ou liṅga śarīra est composé  des tattva suivants:
- cinq tanmātra,

auxquels s'ajoutent les treize principes suivants :
- buddhi : l'intelligence discriminante ;
- ahaṃkāra : l'ego ;
- manas : le mental ;
- cinq jñānendriya: organes des sens et de connaissance ;
- cinq karmendriya : organes d'action.

C'est le liṅga śarīra qui fait le lien entre deux vies successives qui peuvent s'exprimer dans des mondes distincts (loka).

## Sūkṣmaśarīra et Vedānta
Dans le Vedānta et plus particulièrement dans l'Advaita Vedānta, le corps ou le corpuscule subtil est constitué de:
- cinq souffles vitaux primaires (Prāṇas) à savoir[1]:

1. apāna : le flux d'excrétion,
2. udāna : le flux d'élévation,
3. prāṇa : la respiration,
4. samāna : la digestion,
5. vyāna : le souffle vital.

À  cela s'ajoutent les treize principes (tattva) énumérés plus haut auquel on ajoute citta. Le Vedānta décompose sūkṣmaśarīra en trois enveloppes ou fourreaux

### Description des enveloppes
Dans le Vedānta, sūkṣmaśarīra est composé de trois enveloppes ou fourreaux. La description de ces enveloppes (kośa) se trouve dans la section Brahmānanda Valli de la Taittirīya Upaniṣad. On la trouve également dans d'autres textes plus tardifs de la philosophie indienne tel le Tattva Bodha attribué à Ādi Śaṅkara. Par ordre du plus grossier au plus subtil on a. :
- Prāṇamayakośa ou l'enveloppe faite de vitalité qui anime le corps physique et concerne l'aspect physiologique. Dans l'Advaita Vedānta, cette enveloppe est composée des cinq souffles vitaux primaires (Prāṇa)[N 8] et des cinq karmendriya.
- Manomayakośa ou l'enveloppe composée de pensées et d'émotions constituant l'aspect psychologique. Dans l'Advaita Vedānta, celle-ci est constituée de manas, de citta et des cinq jñānendriya.
- Vijñānamayakośa ou l'enveloppe faite d'intelligence concernant la logique, le raisonnement, la discrimination ou le jugement et est en rapport avec l'intellect. Dans l'Advaita Vedānta, celle-ci est constituée de buddhi, Ahaṃkāra et des cinq jñānendriya.